# 岐阜総合庁舎
旧・岐阜総合庁舎（きゅう ぎふそうごうちょうしゃ）とは、岐阜県岐阜市にある元公共施設。正式名は、岐阜県岐阜総合庁舎であった。
岐阜県における岐阜地域（岐阜市、羽島市、各務原市、山県市、瑞穂市、本巣市、羽島郡岐南町、笠松町、本巣郡北方町）の現地機関、公共団体が入居していたが、耐震性の面から2013年3月31日で閉庁となった。
建物は1924年（大正13年）10月に完成した3代目岐阜県庁舎である。1966年（昭和41年）に県庁舎が移転するまで使用されていた。

## 入居していた主な機関・団体
- 岐阜振興局
- 岐阜県税事務所
- 岐阜保健所 本巣・山県センター
- 岐阜地域福祉事務所
- 岐阜農林事務所
- 岐阜土木事務所所
- 岐阜建築事務所
- 岐阜教育事務所

など

## 建物の概況
- 旧庁舎棟（床面積7,759m2）と旧議会棟（床面積1,656m2）からなり、鉄筋コンクリート構造地下1階、地上3階、塔屋付（議会棟は一部SRC造）。
- 設計は清水正喜（岐阜県営繕課主任技師）、矢橋賢吉、佐野利器。施行は銭高組。大理石工事は地元の矢橋大理石商店（現矢橋大理石）。
- 1923年（大正12年）6月に着工。当初の計画では正面に11階建の塔が建設される予定であったが、同年9月の関東大震災により構造的な見直しを余儀なくされ、急遽変更。塔の建設は中止となる。1924年（大正13年）10月に竣工し、11月1日に落成式が行なわれる。
- デザインはモダニズム的志向が見受けられる。立体美、重厚な表現に配慮されていると共に装飾などは最小限に抑えている。また、天窓にステンドグラスを採用し、槍ヶ岳、焼岳、穂高岳、乗鞍岳などの飛騨山脈（北アルプス）を図案化している。平面形は単純なE字形プランであるが、内外装の仕上は素晴らしいという。特に旧知事室、旧会議室等の暖炉や、食堂、手洗所等の大理石装飾は矢橋大理石商店からの寄贈品である。正面玄関などに使用されている大理石は金生山（大垣市）産の石で、古生代二枚貝のシカマイアの化石含み、学術的にも貴重である。
- ステンドグラスは当初、岐阜県を象徴する長良川鵜飼、養老の滝をデザインしたものも作成されたが、11階建の塔の建設中止により取り付けられなかった。この2つのステンドグラスは現岐阜県庁舎の県議会棟内に展示されている。
- 2009年12月11日、県は、老朽化、耐震補強に費用がかかるため、岐阜総合庁舎の解体の計画を発表。土地は岐阜市に売却し、建物のうち本館南側の玄関ホール周辺のみを耐震補強し保存し、庁舎内の機関・団体は他の施設へ移転となった。これにより岐阜振興局は廃止となり、2013年3月31日に閉庁となった。閉庁後、建築当時の状態が良く保存されている建物の南側部分は保存し、残りの部分は解体された[1]。
- 岐阜県近代化遺産に指定されている。

## 交通機関
- 岐阜バス「鶯谷高校口」バス停下車。

## その他
岐阜県庁舎として手狭になってきた1960年代、県庁舎（現岐阜総合庁舎）を増改築する案が出された。しかし、当時の岐阜県知事松野幸泰は「将来は自動車社会が来る。駐車場もあまりないこの庁舎では無く、自動車の交通の便が良い郊外に新しい庁舎を建設するように。」というようなことを述べ、増改築案に反対したという。その結果、現在の場所に岐阜県庁舎が新築されたという。